# Langford (British Columbia)
Langford ist eine Stadt am südlichen Ende von Vancouver Island in British Columbia, Kanada. Die Stadt, in der Metropolregion Greater Victoria, gehört zum Capital Regional District.
Die Stadt liegt etwa 9 Kilometer westlich von Victoria und wird von den Gemeinden Metchosin, Colwood, View Royal, Highlands sowie dem District Capital H (auch Juan de Fuca Electoral Area genannt) umgeben.

## Geschichte
Die Geschichte der Gemeinde reicht weiter zurück als nur die allgemeine Betrachtung durch Europäer, da vor einer Ansiedlung von Europäern das Gebiet schon Siedlungs- und Jagdgebiet der First Nation war.
Im südwestlichen Vancouver Island lagen ursprünglich mehrere große Farmen, die in den 1850er Jahren von der Hudson’s Bay Company gegründet wurden, um die ständig zunehmende Bevölkerung ihres Handelsposten Fort Victoria zu versorgen.  Die Gemeinde ist benannt nach Edward Langford, einem Angehörigen der Pugets Sound Agricultural Company (einer Tochtergesellschaft der Hudson’s Bay Company). Etwa um 1851 verwaltete er hier eine große Farm, deren Gebiet große Teile der heutigen Gemeinde Langford und Colwood umfassen würde.
Im Laufe der Zeit lebten so viele Menschen in der Ansiedlung, das am 1. Juli 1911 hier auch ein Postamt eröffnet wurde.

## Demographie
Der Zensus im Jahr 2011 ergab für die Ansiedlung eine Bevölkerungszahl von 29.228 Einwohnern. Die Bevölkerung der Ansiedlung hatte dabei im Vergleich zum Zensus von 2006 um 30,1 % zugenommen, während die Bevölkerung in der Provinz British Columbia gleichzeitig nur um 7,0 % anwuchs. Langford hatte damit den größten Bevölkerungszuwachs in der Provinz und ist, nach Victoria und Saanich, die drittgrößte Gemeinde im Capital Regional District.

## Politik
Die erste Zuerkennung der kommunalen Selbstverwaltung für die Gemeinde erfolgte am 8. Dezember 1992 (incorporated als District Municipality). Zwischenzeitlich hat sich der Status der Gemeinde jedoch geändert. Am 1. Dezember 2003 erfolgte die Anerkennung als Stadt (incorporated als City Municipality).
Bürgermeister der Stadt ist seit 1993 Stewart Young. Zusammen mit sechs weiteren Bürgern bildet er den Rat der Stadt (council).

## Wirtschaft
Ebenso wie in den Nachbargemeinden View Royal oder Colwood ist der Handel, neben dem Beherbergung und Verpflegung, einer der vorherrschende Wirtschaftszweig. Ein großer Teil der Beschäftigten arbeitet auch in der öffentlichen Verwaltung und der Gesundheitsvorsorge. Viele Beschäftigte wohnen zwar in der Stadt, arbeiten aber in den umliegenden Gemeinden, insbesondere in Victoria.
Das Durchschnittseinkommen der Beschäftigten von Langford lag im Jahr 2005 bei leicht überdurchschnittlichen 25.758 C $ (Haushaltseinkommen: 63.705 C $), während dieses zur selben Zeit im Durchschnitt der gesamten Provinz British Columbia nur 24.867 C $ (Haushaltseinkommen: 65.787 C $) betrug.

## Verkehr
Langford liegt zum einen am Trans-Canada Highway (dem Highway 1) und zum anderen am Highway 14. Der Highway 14 hat in Langford seinen Anfang.
Die Stadt hat keinen eigenen Flughafen, sondern ist nur über die Flughäfen der umliegenden Gemeinden, besonders den von Victoria, zu erreichen.

## Sport
Im August 2023 war Langford Austragungsort für eins der Qualifikationsturniere für die Olympische Sommerspiele 2024 im Siebener-Rugby. Dabei konnte sich die Damenmannschaft des gastgebenden Verbandes Rugby Canada qualifizieren.

## Tourismus
Am nördlichen Rand der Stadt liegt der Goldstream Provincial Park. Er bildet den touristischen Schwerpunkt der Stadt, da weitere bedeutende touristische Attraktionen nicht vorhanden sind.